# Droga krajowa B45 (Austria)
Droga krajowa B45 (Pulkautal Straße) – droga krajowa w północno-wschodniej Austrii. Droga łączy miasto Horn ze skrzyżowaniem z B6 w okolicach Laa an der Thaya. Arteria biegnie równolegle do granicy z Czechami. Wzdłuż trasy płynie rzeka Pulkau – od niej zaczerpnięto też nazwę dla drogi. Przez kilka kilometrów – w ciągu obwodnicy miasta Pulkau biegnie wspólnym śladem z B35. 